# Waldhaus (Weisen)
Waldhaus ist ein Wohnplatz von Weisen im Landkreis Prignitz in Brandenburg.

## Geographie
Der Ort liegt einen Kilometer westsüdwestlich von Weisen und drei Kilometer nordnordöstlich von Wittenberge. Die Nachbarorte sind Schilde im Norden, Weisen im Osten, Breese im Südosten, Wittenberge im Südwesten sowie Lindenberg im Nordwesten.